# André Mathes
André Mathes (Magonza, 5 febbraio 1975) è un ex giocatore di football americano tedesco che ha giocato come offensive tackle.

## Palmarès
- 2 World Bowl (Frankfurt Galaxy, 1999; Berlin Thunder, 2004)
- 2 Eurobowl (Berlin Adler, 2010; Calanda Broncos, 2012)
- 2 German Bowl (Braunschweig Lions, 2005; Berlin Adler, 2009)
- 2 Swiss Bowl (Calanda Broncos, 2011, 2012)
- 1 Oberliga Rheinland Pfalz/Saar (Mainz Golden Eagles, 1997)